# 岩牟礼城
岩牟礼城（いわむれじょう）は、宮崎県小林市東方の城ヶ迫にあった日本の城。築城年代、築城者などは一切不明。「城の岡」と呼ばれる標高365メートルの高所に位置し、小林市にあった城の中では一番高地にあった城である。

## 概要
真幸院・小林郷と穆佐院・野尻郷（旧西諸県郡野尻町）の境に位置し、伊東氏が小林郷を領有していた際には守備兵が置かれ、何かしらの変事が起こった際には野尻城以下に向けて狼煙を上げる役目を担っていたようである。

## 歴史
天正4年（1576年）に高原城、小林城、須木城が島津氏に帰すると、岩牟礼城も島津氏の城に帰したとされる。
天正15年（1587年）、豊臣秀吉が九州征伐に乗り出した際は、豊臣秀長の軍がこの城まで侵攻してきている。
元和元年（1615年）の一国一城令により廃城となった。
明治10年（1877年）の西南戦争の際には、この城跡に立て籠もった西郷軍と、水流迫（つるざこ）に陣を構えた官軍が砲撃戦を行った。